# Joel Ekstrand
Lars Hening Joel Ekstrand (Lund, 4 februari 1989) is een Zweeds voetballer die bij voorkeur als centrale verdediger speelt.

## Clubcarrière
Ekstrand debuteerde in 2008 voor Helsingborgs IF in de UEFA Cup tegen PSV in het Philips Stadion. In januari 2011 verliet hij Helsingborgs IF voor het Italiaanse Udinese, dat 1,6 miljoen euro betaalde voor de centrumverdediger. Hij debuteerde voor Udinese in de UEFA Champions League tegen Arsenal. Hij kwam slechts tot twaalf wedstrijden voor Udinese in de Serie A, waardoor besloten werd om hem tijdens het seizoen 2012/13 uit te lenen aan het Engelse Watford. Hij debuteerde voor Watford op 2 oktober 2012 tegen Charlton Athletic. Op 23 februari 2013 scoorde hij zijn eerste treffer voor Watford tegen Derby County. Ekstrand kwam toen net terug van een blessure. Op 24 juli 2013 maakte Watford officieel bekend dat hij een driejarig contract had ondertekend bij de club. In het seizoen 2016/17 ging hij voor Bristol City spelen. Daar kwam hij nauwelijks aan bod en begin 2017 ging hij naar Rotherham United. Daar liep hij al snel een knieblessure op en medio 2017 liep zijn contract af. In 2018 keerde hij terug naar Zweden bij AIK Solna, waarmee hij in datzelfde jaar landskampioen werd.
Op 9 oktober maakte Ekstrand bekend dat stopte met voetballen, hij had na bijna 2 jaar bij AIK Solna maar 5 minuten gespeeld, op 11 november tegen Kalmar FF (0-1 winst) op de laatste speeldag van het seizoen mocht hij 5 minuten voor tijd invallen. Hij maakte ook een invalbeurt van 5 minuten in de bekermatch tegen Halmstads BK (3-1 winst).

## Interlandcarrière
Ekstrand kwam uit voor diverse Zweedse nationale jeugdselecties. Op 23 januari 2010 debuteerde hij voor Zweden in een oefeninterland tegen Syrië. Hij speelde de volledige wedstrijd, die op 1-1 eindigde. In februari 2013 werd hij na een lange afwezigheid opnieuw geselecteerd voor een vriendschappelijke wedstrijd tegen Argentinië, maar moest hij afzeggen wegens een knieblessure. Op 5 maart 2014 speelde hij zijn tweede en laatste interland in een vriendschappelijke wedstrijd tegen Turkije.
| Interlands van Joel Ekstrand voor Zweden | Interlands van Joel Ekstrand voor Zweden | Interlands van Joel Ekstrand voor Zweden | Interlands van Joel Ekstrand voor Zweden | Interlands van Joel Ekstrand voor Zweden | Interlands van Joel Ekstrand voor Zweden | Interlands van Joel Ekstrand voor Zweden |
| №                                        | Datum                                    | Wedstrijd                                | Uitslag                                  | Soort wedstrijd                          | Doelpunten                               | Assists                                  |
| Als speler bij Helsingborgs IF           | Als speler bij Helsingborgs IF           | Als speler bij Helsingborgs IF           | Als speler bij Helsingborgs IF           | Als speler bij Helsingborgs IF           | Als speler bij Helsingborgs IF           | Als speler bij Helsingborgs IF           |
| ---------------------------------------- | ---------------------------------------- | ---------------------------------------- | ---------------------------------------- | ---------------------------------------- | ---------------------------------------- | ---------------------------------------- |
| 1.                                       | 23 januari 2010                          | Zweden – Syrië                           | 1 – 1                                    | Vriendschappelijk                        | 0                                        | 0                                        |